# FC DAC 1904 Dunajská Streda
FK DAC 1904 Dunajská Streda este o echipă de fotbal din orașul Dunajská Streda, Slovacia.

## Foste denumiri
- 1904 Dunaszerdahelyi Atlétikai Club (DAC)
- 19?? DSE
- 19?? DTE
- 193? DTS
- 194? Stavokombinát
- 195? Spartacus
- 1956 Slavoj
- 196? TJ Jednota
- 1968 TJ DAC
- 1974 DAC Poľnohospodár
- 1993 FC DAC
- 1994 Marat – DAC
- 1994 1.FC DAC – Gemer
- 1996 1.FC DAC
- 2000 FK DAC 1904 a.s.

## Titluri
- Slovenský Pohár (Cupa Slovaciei)
  - Campioni (1): 1987

- Ceskoslovenský Pohár (Cupa Cehoslovaciei)
  - Campioni (1): 1987

## Staff
Management
- Director: Khashayar Mohseni
- Vice-Președinte: Antal Barnabás
- Manager: Dušan Chytil

Antrenori
- Antrenor principal: Kurt Garger
- Antrenor asistent: Mikuláš Radványi

Echipa medicală
- Doctorul echipei: Dr. Marián Jančár
- Masseur: Vladimir Knap

## Jucători notabili
| - Youssef Moughfire - Rolf Landerl - Damir Suljanovic - Esad Veledar - Martin Abena - Olivier Bohona - Jacques Elong Elong - Jean Michel N'Lend - Amadou Rabihou - Tomas Masa - Milan Páleník - Jan Urban - Dritan Stafsula - Richard Osei - Miklós Herczeg - Csaba Regedei - Farzad Ashoobi - Mohammad Parvin - Igor Balis - Adam Bártál | - Balázs Borbély - Krisztián Brunczvik - Pavel Buká - Jozef Decky - Pavol Dina - Jan Durica - Peter Fieber - Samuel Fuzik - Csaba Gábris - Tomáš Gerich - Pavol Gostic - Peter Hoferica - Tibor Jancsula - Jan Kapko - Martin Konecny - Rastislav Kostka - Martin Kovac - David Košár | - Martin Labaska - Mátyás Lelkes - Stefan Maixner - Tibor Micinec - Michal Minár - Rudolf Pavlik - Attila Pinte - Jozef Pisar - Branislav Rzeszoto - Julius Simon - Ľudovít Spót - Gábor Straka - Velimir Varga - Vladimír Weiss - Lukáš Zápotoka - Tibor Zsuzskovics - Aleksandar Šarić - Göksu Hasancik - Hussain Khorshidi |